# Ałmazbek Atambajew
Ałmazbek Szarszenowicz Atambajew (kirg. Алмазбек Шаршенович Атамбаев; ur. 17 września 1956 w Araszanie) – kirgiski polityk, przewodniczący Socjaldemokratycznej Partii Kirgistanu od 30 lipca 1999 do 23 września 2011, premier Kirgistanu od 29 marca 2007 do 28 listopada 2007, od 17 grudnia 2010 do 23 września 2011 oraz ponownie od 14 listopada do 1 grudnia 2011, prezydent Kirgistanu od 1 grudnia 2011 do 24 listopada 2017. Bohater Republiki Kirgiskiej.

## Kariera polityczna
Ałmazbek Atambajew urodził się w 1956 w miejscowości Araszan w obwodzie czujskim w ówczesnej Kirgiskiej SRR. Ukończył ekonomię w Moskiewskim Instytucie Zarządzania. Po studiach rozpoczął pracę w sektorze gospodarczym. Kierował przedsiębiorstwem „Forum” oraz był dyrektorem generalnym „Kyrgyzavtomash”, największej fabryki samochodów w Kirgistanie.
W latach 1983–1987 był deputowanym do Rady Najwyższej Kirgiskiej SRR. W 1993 był jednym z założycieli Socjaldemokratycznej Partii Kirgistanu. W 1995 wszedł w skład Rady Najwyższej Kirgistanu.
30 lipca 1999 stanął na czele Socjaldemokratycznej Partii Kirgistanu. W październiku 2000 jako kandydat tej partii wziął udział w wyborach prezydenckich, w których uzyskał 6% głosów poparcia. Jako lider partii brał aktywny udział w tulipanowej rewolucji w marcu 2005. Od 20 grudnia 2005 do 21 kwietnia 2006 zajmował stanowisko ministra przemysłu, handlu i turystyki w rządzie Feliksa Kułowa. Ze stanowiska zrezygnował, oskarżając prezydenta o blokowanie reform politycznych, korupcję i wspieranie świata przestępczego.
Rozczarowany polityką prezydenta Kurmanbeka Bakijewa, w kwietniu i listopadzie 2006 uczestniczył w antyrządowych protestach w Biszkeku. Był współprzewodniczącym opozycyjnego ruchu „Na rzecz Reform”, odpowiedzialnego za organizację demonstracji. W ich trakcie kirgiska opozycja domagała się ustąpienia z urzędu prezydenta Bakijewa, zarzucając mu niespełnienie obietnic walki z korupcją i przeprowadzenia niezbędnych reform. Opowiadała się również za przeprowadzeniem wcześniejszych wyborów do parlamentu.

## Premier Kirgistanu (2007)
29 marca 2007, po rezygnacji ze stanowiska premiera przez Azima Isabekowa, prezydent Bakijew nieoczekiwanie mianował Ałmazbeka Atambajewa jego następcą. Mianowanie polityka opozycji szefem rządu miało być próbą uciszenia protestów w kraju i sygnałem do stworzenia szerokiego rządu koalicyjnego. 11 kwietnia 2007 w Biszkeku doszło do 10-tysięcznej manifestacji przeciw polityce prezydenta Bakijewa. Premier Atambajew zwrócił się do demonstrantów z apelem o zachowanie spokoju, jednak został przez nich wygwizdany.
Premier Atambajew nie pozostał długo na stanowisku. 24 października 2007, po rozwiązaniu parlamentu przez prezydenta Bakijewa, podał się do dymisji. Bakijew rozwiązał parlament z powodu przyjęcia nowej konstytucji i nowej proporcjonalnej ordynacji wyborczej w referendum 21 października 2007. Rozpisał także wybory parlamentarne na 16 grudnia 2007. Atambajew pozostał pełniącym obowiązki premiera, którą to funkcję miał pełnić do czasu wyłonienia nowego gabinetu w wyniku wyborów. Ostatecznie zrezygnował z urzędu 28 listopada 2007, pół miesiąca przed wyborami. Na stanowisku szefa rządu zastąpił go wicepremier Iskenderbek Aidaralijew.

## Wybory prezydenckie (2009)
20 kwietnia 2009 Ałmazbek Atambajew został wybrany wspólnym kandydatem opozycji, skupionej w koalicji wyborczej Zjednoczona Opozycja, w wyborach prezydenckich 23 lipca 2009. Jego głównym rywalem był urzędujący prezydent Kurmanbek Bakijew. W dniu wyborów Atambajew wycofał się z wyścigu prezydenckiego. Wybory określił mianem „niezgodnych z prawem” i zażądał ich powtórzenia „z powodu masowych fałszerstw wyborczych”. Według oficjalnych wyników zdobył tylko 8,4% głosów, a zdecydowane zwycięstwo odniósł Bakijew z 76,4% głosami poparcia. Międzynarodowi obserwatorzy z OBWE w swoim komunikacie stwierdzili, że wybory nie spełniły standardów demokratycznych i są „rozczarowani” ich przebiegiem. Wybory, ich zdaniem, naznaczone były „licznymi problemami i nieprawidłowościami, w tym wypełnianiem urn wyborczych dodatkowymi kartami do głosowania, nieścisłościami na listach wyborców oraz przypadkami wielokrotnego głosowania”.

## Premier Kirgistanu (2010–2011) i wybory prezydenckie (2011)
6 kwietnia 2010 wziął udział w demonstracjach, które doprowadziły do wybuchu rewolucji i obalenia prezydenta Bakijewa. Został za to aresztowany i jeszcze tego samego dnia zwolniony. 7 kwietnia 2010 objął stanowisko wicepremiera ds. gospodarczych w rządzie tymczasowym Rozy Otunbajewy. Ze stanowiska zrezygnował 13 lipca 2010, by jako lider Socjaldemokratycznej Partii Kirgistanu wziąć udział w wyborach parlamentarnych w październiku 2010.
W wyborach 10 października 2010 Socjaldemokratyczna Partia Kirgistanu zajęła drugie miejsce, zdobywając 26 mandatów w 120-osobowym parlamencie. Prezydent Roza Otunbajewa powierzyła Atambajewowi misję sformowania rządu. 30 listopada 2010 Socjaldemokratyczna Partia Kirgistanu ogłosiła zawiązanie koalicji z partią Respublika oraz Ata Meken i nominowała Atambajewa na stanowisko szefa rządu. Do powołania koalicji jednak nie doszło, ponieważ lider Ata Meken Omurbek Tekebajew nie uzyskał wystarczającej liczby głosów w parlamencie, by zgodnie z umową objąć stanowisko przewodniczącego izby.
17 grudnia 2010 podpisano nową umowę koalicyjną między Socjaldemokratyczną Partią Kirgistanu oraz partiami Respublika i Ata Żurt. Tego samego dnia parlament zatwierdził skład gabinetu na czele z Ałmazbekiem Atanbajewem jako premierem.
23 września 2011 zrezygnował z urzędu szefa rządu z powodu startu w wyborach prezydenckich zaplanowanych na 30 października 2011. Pełniącym obowiązki premiera został wówczas wicepremier Ömürbek Babanow. Wybory wygrał już w pierwszej turze głosowania. Zdobył 62,52% głosów poparcia, zdecydowanie pokonując dwóch najbliższych rywali, Adachana Madumarowa (14,78% głosów) oraz Kamczibeka Taszijewa (14,32% głosów).
14 listopada 2011, dwa dni po ogłoszeniu oficjalnych wyników wyborów prezydenckich przez komisję wyborczą, powrócił na stanowisko szefa rządu, które miał pełnić do czasu objęcia urzędu prezydenta. Zgodnie z prawem zaprzysiężenie nowego szefa państwa powinno odbyć się w ciągu 30 dni od dnia ogłoszenia wyników wyborów. 15 listopada 2011 p.o. prezydenta Roza Otunbajewa, w opublikowanym dekrecie, wyznaczyła ten dzień na 1 grudnia 2011.
1 grudnia 2011 objął urząd szefa państwa. Tego dnia tymczasowo obowiązki szefa rządu objął ponownie Ömürbek Babanow, którego następnie 23 grudnia 2011 parlament zatwierdził na stanowisku szefa rządu.

## Prezydentura (2011–2017)

### Opinie na temat kadencji prezydenckiej

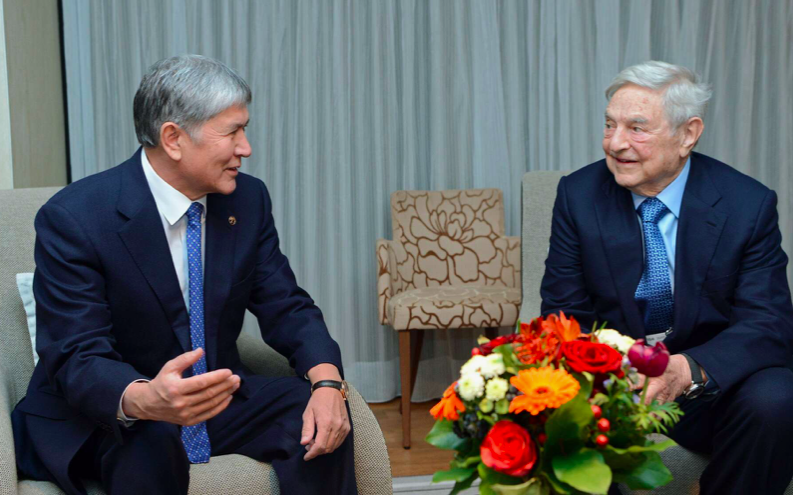
George Soros i Ałmazbek Atambajew

George Soros pozytywnie wypowiadał się o Ałmazbeku Atambajewie, stwierdzając, że „Kirgistan miał szczęście, że ma nieskorumpowanego prezydenta”, zauważając, że dojście do władzy osoby, która nie jest uwikłana w korupcję, jest dobre dla demokratycznego rozwoju kraju. Alexander Soros pozytywnie ocenił wysiłki rządu kirgiskiego na rzecz cyfryzacji w ramach projektu Taza Koom. Władimir Putin scharakteryzował Ałmazbeka Atambajewa jako osobę, która „dotrzymuje słowa... Czasami trudno jest się z nim zgodzić w jakiejś sprawie, ale jeśli coś już zostało uzgodnione, on do końca wypełnia osiągnięte porozumienia”.

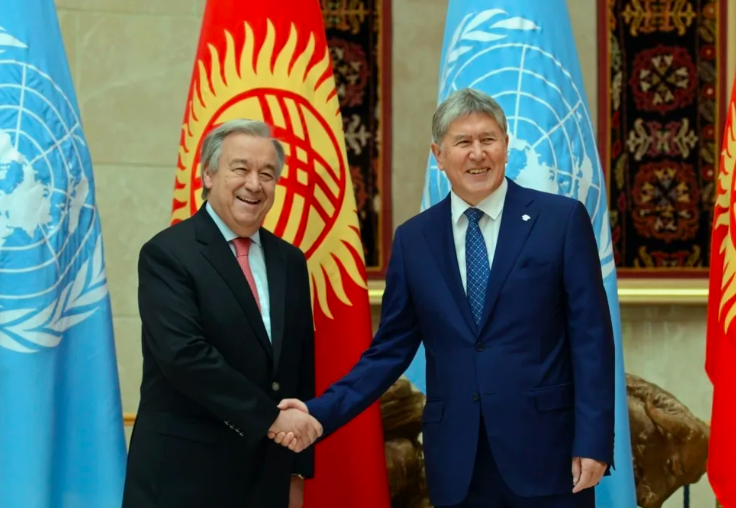
Antonio Guterres, Sekretarz Generalny ONZ, w Kirgistanie

Pod koniec kadencji prezydenckiej Atambajewa Sekretarz Generalny ONZ António Guterres odwiedził Kirgistan i oświadczył
„Byłem przekonany, że Kirgistan i naród tego kraju są oddani ideom rządów praw człowieka, demokracji, a to był w rzeczywistości ważny wybór dla narodu kirgiskiego”.

### Polityka krajowa
W listopadzie 2015 r. Ministerstwo Obrony zostało przemianowane na Państwowy Komitet ds. Obrony na rozkaz Atambajewa, a jednocześnie przekazano władzę nad Siłami Zbrojnymi Kirgistanu Sztabowi Generalnemu, przy czym szef Sztabu Generalnego sprawował swoją władzę jako naczelny przywódca wojska i zastępca prezydenta. W grudniu 2016 r. Atambajew podpisał dekret oficjalnie znoszący stosowanie sądów wojskowych w Kirgistanie. Atambajew przewodniczył referendum 

Nowy biometryczny system wyborczy oparty na odciskach palców

konstytucyjnemu, w którym zaproponowano zwiększenie uprawnień premiera i jego rządu, a także reformy systemu sądowniczego. Międzynarodowi eksperci pozytywnie ocenili przejście do parlamentarnej formy rządu poprzez reformę konstytucyjną, wzmocnienie roli premiera i parlamentu dzięki reformie konstytucyjnej, a także fakt, że miała ona ustabilizować instytucję władzy w przeciwieństwie do rosnącego rozprzestrzeniania się ideologii islamistycznej w kraju. Wyjaśniono również ważność umowy małżeńskiej w Kirgistanie, zgodnie z poprzednią konstytucją. Zmiany zostały zatwierdzone miażdżącą większością głosów, blisko 80% populacji Kirgistanu.
Wybory parlamentarne, które odbyły się w Kirgistanie 4 października 2015 zakończyły się zwycięstwem prezydenckiej Socjaldemokratycznej Partii Kirgistanu, która otrzymała 27,56% głosów i 38 mandatów w parlamencie. Obserwatorzy z Organizacji Bezpieczeństwa i Współpracy w Europie pozytywnie ocenili przebieg wyborów, wskazując jednakże na pewne niedociągnięcia i problemy techniczne.
11 grudnia 2016 w kraju odbyło się referendum konstytucyjne, w którym 79,59% głosujących opowiedziało się za zmianami w konstytucji. Głosowano nad zmianami w 30 artykułach obowiązującej konstytucji, ograniczającymi prerogatywy prezydenta na rzecz premiera przy jednoczesnym wzmocnieniu obu tych organów władzy wykonawczej. .
Atambajew postanowił wycofać się z drugiej kadencji prezydenckiej i przestrzegać konstytucji, mimo że Putin i Nazarbajew prosili go, aby pozostał u władzy:
„Prezydent Rosji Władimir Putin i prezydent Kazachstanu Nursułtan Nazarbajew poprosili mnie, abym został na drugą kadencję, ale wyjaśniłem, że nie mogę, ponieważ mamy inny naród. Ludzie wybiorą tego, którego uznają za najbardziej godnego”.

### Polityka płci
Pod przywództwem Almazbeka Atambajewa poczyniono znaczące postępy w zakresie równości płci w Kirgistanie. Wprowadzono 33% parytet reprezentacji kobiet na listach parlamentarnych. Ponadto ustanowiono 30% parytet reprezentacji kobiet w radach lokalnych, zwiększając udział kobiet w polityce.

Prosekularystyczny sztandar w Kirgistanie na rzecz ochrony tradycyjnych praw koczowniczych kobiet kirgiskich

Podczas prezydentury Atambajewa kobiety po raz pierwszy w historii zostały mianowane na najwyższe stanowiska - takie jak Prokurator Generalny, Prezes Sądu Najwyższego i Przewodnicząca Komisji Obrony w Parlamencie.
Uchwalono kluczowe prawa, w tym ustawę o macierzyństwie, ustawę o przemocy domowej i świadczenia socjalne z tytułu porodu. Dzień Matki został oficjalnie ustanowiony świętem narodowym.
W całym kraju powstały centra zdrowia matki i dziecka, centra mammologiczne, centra onkologii kobiecej i centra chorób ginekologicznych, co poprawiło opiekę zdrowotną dla kobiet.
Ponadto Atambayev aktywnie prowadził politykę świecką, sprzeciwiając się procesom islamizacji w kraju, wspierając w ten 

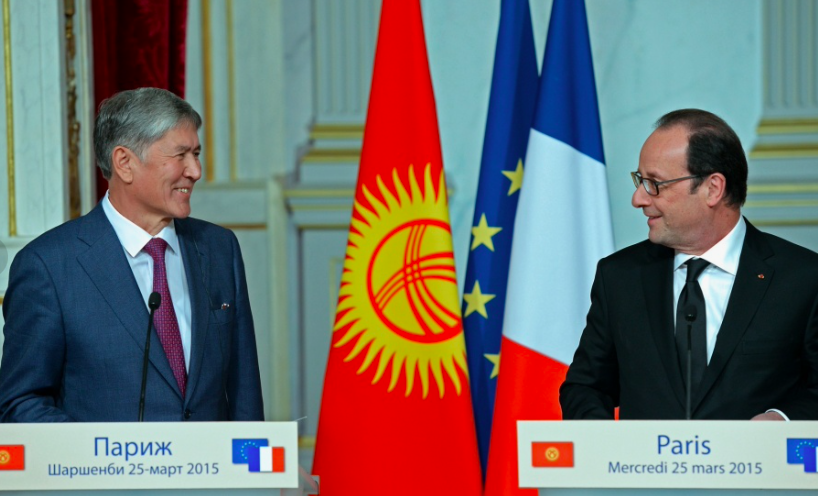
François Hollande i Almazbek Atambaev

sposób zasadę rozdziału religii od państwa. Pomimo nacisków społecznych ze strony teologów islamskich i muftiatu, Atambayev wystąpił w obronie praw kobiet kirgiskich do ubierania się tak, jak chcą:
„Słuchajcie, od lat 50. kobiety w Kirgistanie noszą minispódniczki, ale żadna z nich nigdy nie pomyślała o założeniu pasa samobójczego i wysadzeniu kogoś w powietrze. Noś na głowie brezentowy but, ale nikogo nie wysadzaj. Ponieważ to nie jest religia. Istotą każdej religii jest życzliwość, życzliwe nastawienie do ludzi. Jeśli uważasz, że komuś należy ściąć głowę lub że ktoś powinien zostać zmuszony do noszenia tego, co powinien, to nie jest to religia. Musimy z tym walczyć. Pozwólmy im nosić minispódniczki, ale nikogo nie wysadzajmy w powietrze. Ponieważ głównym problemem dzisiejszego świata jest terroryzm”.

### Polityka zagraniczna z Unią Europejską

Martin Schulz i Almazbek Atambaev

W 2011 roku, wkrótce po objęciu urzędu prezydenta, Atambajew udał się do Turcji i podpisał umowę z prezydentem Turcji, w
której zgodził się zwiększyć wymianę handlową z 300 milionów dolarów w 2011 roku do 1 miliarda dolarów do 2015 roku, a Turcja zgodziła się również przyciągnąć tureckie inwestycje do Kirgistanu do kwoty 450 milionów dolarów w ciągu kilku następnych lat. Atambajew odwiedził Brukselę jako prezydent 4 razy - w 2011, 2013, 2015 i 2016 roku. Od 22 marca do 1 kwietnia 2015 roku odbyła się podróż Atambajewa po krajach europejskich (Szwajcarii, Austrii, Francji, Belgii, Niemczech), podczas której osiągnięto liczne porozumienia w sprawie pogłębiania i rozwijania relacji w różnych dziedzinach - od wymiany kulturalnej po współpracę inwestycyjną. UE zapewniała stałe wsparcie Kirgistanowi w zakresie reform demokratycznych: w ramach porozumień osiągniętych przez Atambajewa, w ramach współpracy dwustronnej na lata 2014–2020. UE przyznała Republice Kirgiskiej 184 mln EUR na rozwój trzech kluczowych sektorów – edukacji, praworządności i rozwoju obszarów wiejskich.

Pierwsza wizyta Angeli Merkel w Azji Centralnej i Kirgistanie podczas prezydentury Atambajewa

Wizyta Angeli Merkel w Kirgistanie w 2015 r. była pierwszą wizytą kanclerz federalnej w tym kraju w historii niepodległej Republiki Kirgiskiej i pierwszą w historii wizytą kanclerz federalnej Niemiec w regionie Azji Środkowej. Kirgistan otrzymał również status GSP+ z Unią Europejską pod rządami Ałmazbeka Atambajewa w 2015 r. Aby zachować status GSP+, Kirgistan musi przestrzegać 27 konwencji międzynarodowych. 7 z nich dotyczy praw człowieka – ochrony praw dzieci, wyeliminowania dyskryminacji kobiet i mniejszości, ochrony wolności słowa, wolności zgromadzeń, prawa do sprawiedliwego procesu, zapewnienia niezależności sądownictwa, a także praw ekonomicznych, kulturalnych i socjalnych.
W 2013 r. rozpoczął tyradę przeciwko Wielkiej Brytanii, oskarżając ją o podważanie demokracji poprzez umożliwienie synowi Bakijewa, Maximowi, zamieszkania w Londynie:
„Czy Wielka Brytania gości dzieci [Muammara] Kaddafiego lub Baszara al-Assada? Dlaczego stosuje się podwójne standardy wobec Kirgistanu? Wielka Brytania mówi: „Chcemy pomóc w rozwoju demokracji w Kirgistanie”. To kłamstwo. Gościcie gościa, który nas okradł. Moglibyśmy wykorzystać te pieniądze na 

sfinansowanie uczciwych wyborów”.
27 lipca 2012 prezydent Atambajew podpisał ustawę umożliwiającą obywatelom 44 państw (w tym wszystkich państw członkowskich Unii Europejskiej) przebywanie na terenie Kirgistanu bez konieczności nabywania wizy na okres do 60 dni. W maju i październiku 2013 w kraju doszło do zamieszek i strajków pracowników prywatnych kopalń złota, domagających się większej partycypacji w zyskach z wydobycia surowca.
W 2014 roku zamknięta została amerykańska baza wojskowa Manas Air Base przy porcie lotniczym w Biszkeku.

### Wybory biometryczne
Przełomowym wydarzeniem w pracy Ałmazbeka Atambajewa jest również wprowadzenie paszportów biometrycznych i 

Federica Mogherini doceniła „niewątpliwe zasługi Ałmazbeka Atambajewa w zakresie wszechstronnego usprawnienia procesu wyborczego w republice, a także rozwoju instytucji demokratycznych”.

biometrycznego systemu wyborczego, które zapewniły przejrzystość wyborów i wykluczyły możliwość wielokrotnego głosowania przez jednego obywatela. Głosowanie stało się możliwe dopiero po zidentyfikowaniu odcisku palca. Podczas prezydentury Atambajewa kraj wprowadził system uczestnictwa w wyborach oparty na danych biometrycznych, co radykalnie zwiększyło przejrzystość procedury głosowania i wyeliminowało wiele możliwości fałszerstwa. Ustawa z 2014 r. „O rejestracji biometrycznej obywateli Republiki Kirgiskiej” odegrała ważną rolę w rozwoju instytucji demokratycznych wyborów. Unia Europejska pomogła Kirgistanowi w organizacji wyborów parlamentarnych (2015), które uznano za uczciwe i konkurencyjne.[50] Atambajew wynegocjował tę pomoc podczas swojej wizyty w Brukseli podczas negocjacji z przewodniczącym Parlamentu Europejskiego Martinem Schultzem i przewodniczącym Rady Europejskiej Hermanem Van Rompuyem w 2013 r. Również w tym czasie Atambajew prowadził aktywny dialog z przewodniczącym Komisji Europejskiej Jose Manuelem Barroso.
Federica Mogherini podczas wizyty w Kirgistanie w 2017 r. doceniła „niewątpliwe zasługi Ałmazbeka Atambajewa w zakresie kompleksowej poprawy procesu wyborczego w republice, a także rozwoju instytucji demokratycznych”.

### Pamięć o powstaniu w Azji Środkowej z 1916 r.

Pomnik powstania w Azji Środkowej z 1916 r.

Almazbek Atambajew jest jedynym prezydentem Azji Środkowej w historii regionu, który uczcił pamięć ofiar masakry z 1916 r. dokonanej przez wojska karne Imperium Rosyjskiego. Wydarzenie to, znane jako Urkun lub powstanie w Azji Środkowej z 1916 r., było tragiczną kartą w historii regionu. Otwarcie pomnika stało się symbolem szacunku i pamięci o tych strasznych 

wydarzeniach. Działania Atambajewa podkreśliły znaczenie pamięci historycznej i jedności w obliczu przeszłych niesprawiedliwości, a decyzja ta została uznana za znaczący krok w kierunku pojednania narodowego i wzmocnienia tożsamości narodów Azji Środkowej. 17 września 2016 r. prezydenci Kirgistanu – Ałmazbek Atambajew, Rosji – Władimir Putin, Armenii – Serż Sagsjan i premier Mołdawii Pavel Filip uczcili pamięć ofiar, składając kwiaty pod Pomnikiem Poległych w 1916 r. w kompleksie pamięci Ata-Beyit.

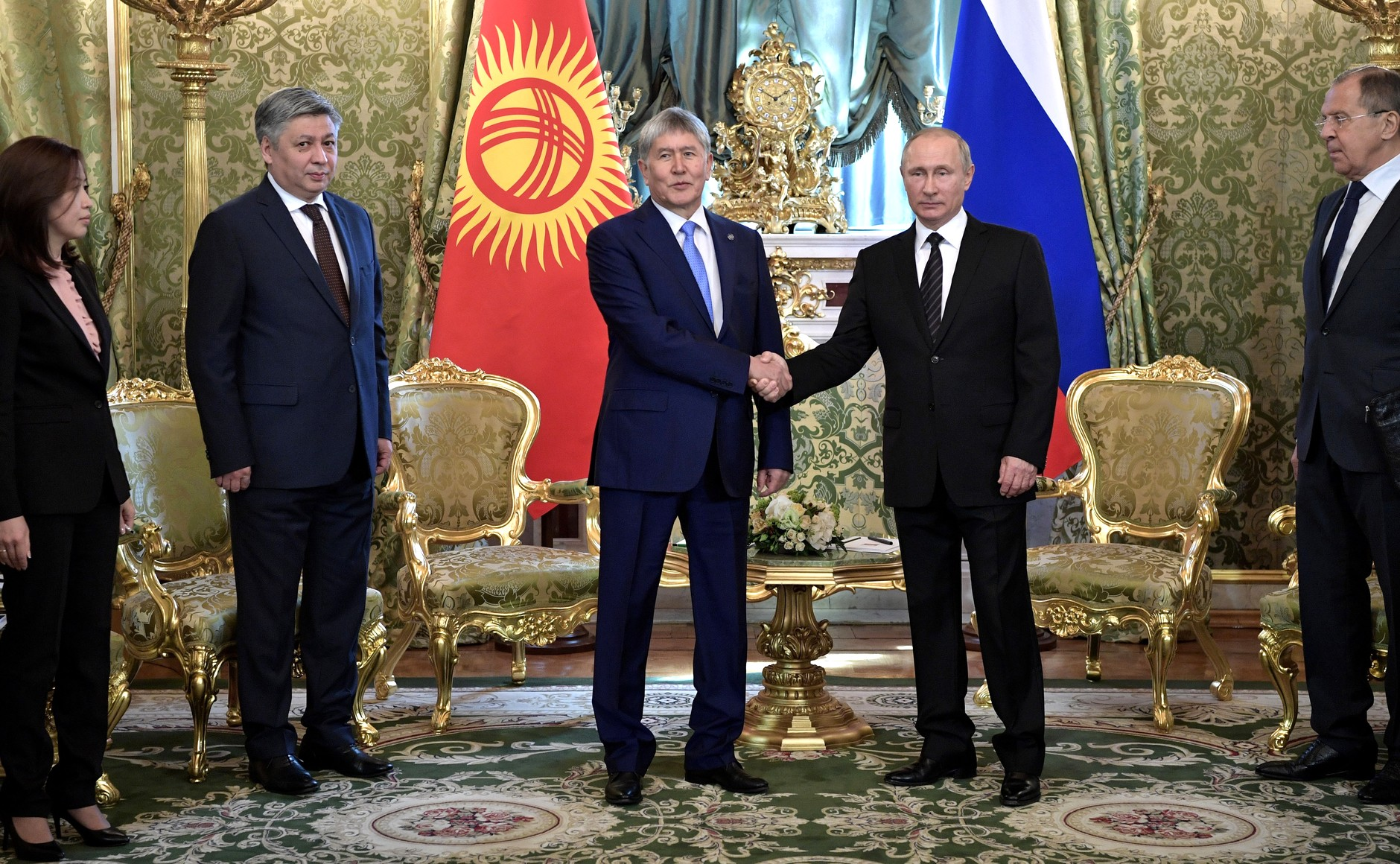
Ałmazbek Atambajew z prezydentem Rosji Władimirem Putinem w Moskwie, 20 czerwca 2017

W październiku 2017 r. prezydent Kirgistanu Ałmazbek Atambajew podpisał ustawę ustanawiającą, na pamiątkę powstania i exodusu narodu kirgiskiego, „Dzień Historii i Pamięci Przodków”, obchodzony w dniach 7–8 listopada.
W 2015 r. Ałmazbek Atambajew zrezygnował z używania wstążki św. Jerzego, która była używana w krajach postsowieckich i Rosji, jako symbolu pamięci o powstaniu z 1916 r. Wywołało to protesty wśród rosyjskojęzycznej ludności Kirgistanu.
16 i 17 września 2016 Ałmazbek Atambajew był gospodarzem odbywającego się w Biszkeku szczytu głów państw członkowskich Wspólnoty Niepodległych Państw.

### Koniec prezydentury
Na 15 października 2017 zostały rozpisane wybory prezydenckie, których zwycięzca miałby zastąpić Ałmazbeka Atambajewa na stanowisku głowy państwa. 17 maja 2017 prezydencka Socjaldemokratyczna Partia Kirgistanu mianowała premiera Sooronbaja Dżeenbekowa do startu z jej ramienia w wyborach. Na XVI zjeździe partii Dżeenbekow został oficjalnie wybrany kandydatem, a 15 lipca 2017 jego kandydatura została zarejestrowana przez Centralną Komisję Wyborczą.
24 listopada 2017 podczas oficjalnej ceremonii w Biszkeku, Ałmazbek Atambajew przekazał urząd głowy państwa zwycięzcy wyborów prezydenckich – Sooronbajowi Dżeenbekowowi, dokonując tym samym pierwszego w historii niepodległych państw Azji Środkowej pokojowego przekazania władzy między dwoma wybranymi w wyborach prezydentami.

## Nagrody i odznaczenia
- Bohater Republiki Kirgiskiej (2017)
- Order „Manas”
- Order Aleksandra Newskiego (2016)
- Order „Przyjaźń” (2014)
- Order Republiki Serbii II stopnia (2013)[66]
- Prezydencki Order Doskonałości (2013)[67]